# Arrowsmith (livro)
Arrowsmith é um livro de autoria de Sinclair Lewis publicado em 1925.
Com Arrowsmith, Sinclair ganhou o Prêmio Pulitzer de 1926, mas o autor recusou-se a receber o prêmio.
Lewis recebeu uma grande ajuda na sua preparação do escritor científico Paul de Kruif,  que recebeu 25% dos royalties sobre as vendas, mas Lewis é creditado como o único autor da obra. Arrowsmith é, sem dúvida, o primeiro romance importante a lidar com a cultura da ciência. Foi escrito no período após as reformas do ensino médico na sequência do Relatório Flexner sobre educação médica nos Estados Unidos e no Canadá de 1910 que apelava para que as escolas médicas nos Estados Unidos aderissem à corrente principal da ciência no seu ensino e pesquisa.

## Enredo
Arrowsmith conta a história do brilhante médico e cientista Martin Arrowsmith e do seu percurso desde uma pequena cidade do Centro-Oeste dos EUA até aos escalões mais elevados da comunidade científica. Nasceu no estado fictício de Winnemac, onde se desenrola a história de outros romances de Lewis. Ao longo da história ele estuda numa escola médica, depois pratica medicina privada como o único médico e como funcionário regional de saúde da minúscula Wheatsylvania (Trigolandia) supostamente localizada no Dakota do Norte. Finalmente, Arrowsmith é reconhecido pelo seu mentor da antiga faculdade de medicina através de um artigo científico que escreveu e é convidado a assumir um cargo num Instituto de investigação de prestígio em Nova Iorque. O clímax do livro chega com a descoberta por Arrowsmith de um fago que destrói bactérias nas suas experiências quando luta contra um surto de peste bubónica numa ilha fictícia das Caraíbas.
A esposa de Martin, Leora, é a constante, simples, e dedicada âncora de sua vida. Quando Leora morre da praga que Martin foi encarregado de estudar e exterminar, este parece perder o controlo de si mesmo e os seus princípios. O romance dá uma completa reviravolta quando Arrowsmith abandona a sua segunda esposa rica e o autoritarismo num Instituto de pesquisa para perseguir o seu sonho de uma carreira científica independente nas planícies de Vermont.

## Temas
O livro apresenta uma ampla apreciação sobre o estado social e sobre o estado e as perspectivas da medicina nos Estados Unidos na década de 1920. Arrowsmith é um cientista progressista, mesmo rebelde, desafiando muitas vezes o existente estado de coisas quando considera que se justifica.
Este romance tem sido uma inspiração para várias gerações de estudantes de medicina, pois ao longo da profissão é por vezes angustiante a tomada de decisões relativamente à carreira e à vida. Enquanto descreve o esforço de Martin para praticar os nobres ideais da pesquisa médica em benefício da humanidade e de devoção abnegada aos cuidados dos pacientes, Lewis lança tentações no caminho de Martin. A atracção pela segurança financeira, o reconhecimento, e mesmo o poder e riqueza, afastam Arrowsmith do seu plano inicial de seguir os passos do seu mentor, Max Gottlieb, um brilhante mas severo bacteriologista.
Ao longo do romance Lewis coloca questões relativas à formação médica, prática médica, investigação científica, fraude científica, ética médica, saúde pública e conflito pessoal/profissional que se mantêm relevantes na actualidade. Inveja profissional, pressões institucionais, ganância, estupidez e negligência são todos satiricamente retratados, sendo o próprio Martin envolvido de forma exasperante. Mas há também dedicação incansável e respeito pelo método científico e honestidade intelectual.
Martin Arrowsmith compartilha alguns elementos biográficos com Félix d'Herelle, que é identificado no romance como co-descobridor do bacteriófago e como tendo ganho a Arrowsmith a corrida na publicação desse resultado.
Arrowsmith tem sido comparado com A Cidadela de A. J. Cronin (publicado pela primeira vez em 1937, depois portanto de Arrowsmith), o qual também trata das experiências da vida de um jovem médico idealista que tenta estimular e melhorar o sistema existente da prática médica.
De Kruif é conhecido por ter obtido inspiração para locais e personagens de Arrowsmith de fontes conhecidas. O trabalho laboratorial e o processo experimental de Max Gottlieb baseou-se nas carreiras de Frederick George Novy e Jacques Loeb. Loeb e De Kruif, trabalharam ambos no Rockefeller Institute for Medical Research, em Nova York, tendo Novy sido mentor de longa data de De Kruif.
Um estudioso sobre saúde pública comentou em 2001 que o romance previu muitos dos sucessos e problemas que afectam actualmente a profissão médica, tais como o confronto entre as necessidades e os objectivos de clínicos e cientistas médicos; entre os interesses comerciais das empresas farmacêuticas que desenvolvem novos medicamentos e vacinas e a necessidade de pesquisa da verdade científica; entre as dificuldades políticas e sociais no desenvolvimento de programas para a protecção da saúde pública da Comunidade e a evolução do papel do médico na sociedade americana.

## Prémio Pulitzer
O Prémio Pulitzer de 1926 foi atribuído a Arrowsmith, mas Lewis recusou o prémio. Em carta dirigida à Comissão deste Prémio, ele escreveu:

Gostaria de agradecer a vossa escolha do meu romance Arrowsmith para o prémio Pulitzer. Mas eu recuso esse prémio, e a minha recusa não teria sentido a menos que eu explique as razões.
Todos os prémios, como todos os títulos, são perigosos. Quem anseia por prémios tende a trabalhar não pela excelência em si, mas por recompensas exteriores; tende a escrever isto, ou timoratamente evitar escrever aquilo, a fim de agradar aos preconceitos de uma comissão aleatória. E o Prémio Pulitzer para Romances é especificamente censurável porque as suas regras têm sido constantemente e gravemente deturpadas.
Essas regras são que o prémio seja dado "para o romance americano publicado durante o ano que melhor apresente a atmosfera saudável da vida americana e o elevado padrão de cortesia e virilidade americanas". Esta frase, se acaso significa algo, parece significar que a avaliação dos romances seja efectuada não de acordo com o seu real mérito literário, mas em obediência a um qualquer código de Boa Forma que possa por sorte ser popular no momento."

## Adaptações ao cinema, rádio e televisão
(Os dados seguintes, aliás como a quase totalidade do texto do presente artigo, resultam de cópia traduzida do artigo da Wiki em inglês)
A única adaptação cinematográfica do livro ocorreu em 1931, com o filme com o mesmo título dirigido por John Ford tendo nos principais papeis Ronald Colman e Helen Hayes. Foi nomeado para quatro Oscares, incluindo o de melhor guião adaptado.
A Lux Radio Theater apresentou uma adaptação de uma hora em 25 de outubro de 1937 interpretada por Spencer Tracy e Fay Wray.
Helen Hayes bisou no seu papel como Leora numa adaptação radiofónica de uma hora de duração no programa de rádio The Campbell Playhouse juntamente com Orson Welles, este no papel de Martin Arrowsmith. O programa foi para o ar em 3 de fevereiro de 1939.
Integrada na série antológica de teatro Cavalcade of America foi apresentada uma versão radiofónica da obra em 23 de fevereiro de 1942 com Tyrone Power no principal papel.
Nas décadas de 1950 e 1960, o livro foi adaptado várias vezes para a televisão, tendo versões condensadas da história sido produzidas para programas de televisão como o Kraft Television Theater e o DuPont Show of the Month.
Em 1999 foi produzida uma mini-série checa com Jan Stastny e Tereza Brodská nos principais papeis.
É um mito corrente que a banda de rock Aerosmith escolheu o seu nome a partir deste livro. Embora os membros tenham sido obrigados a ler o livro na escola, eles repetida e inflexivelmente têm negado qualquer conexão. De facto, o nome foi inicialmente rejeitado porque pensaram que o baterista Joey Kramer tinha chegado ao nome a partir do romance de Sinclair. Quando ele explicou que a ortografia era diferente e que o nome lhe veio enquanto ouvia o álbum Aerial Ballet de Harry Nilsson, o nome da banda foi aceite pelos outros membros.

## Edições em português
Sinclair Lewis, O Doutor Arrowsmith, Livros do Brasil, 1988, pag. 424